# 勞森峰

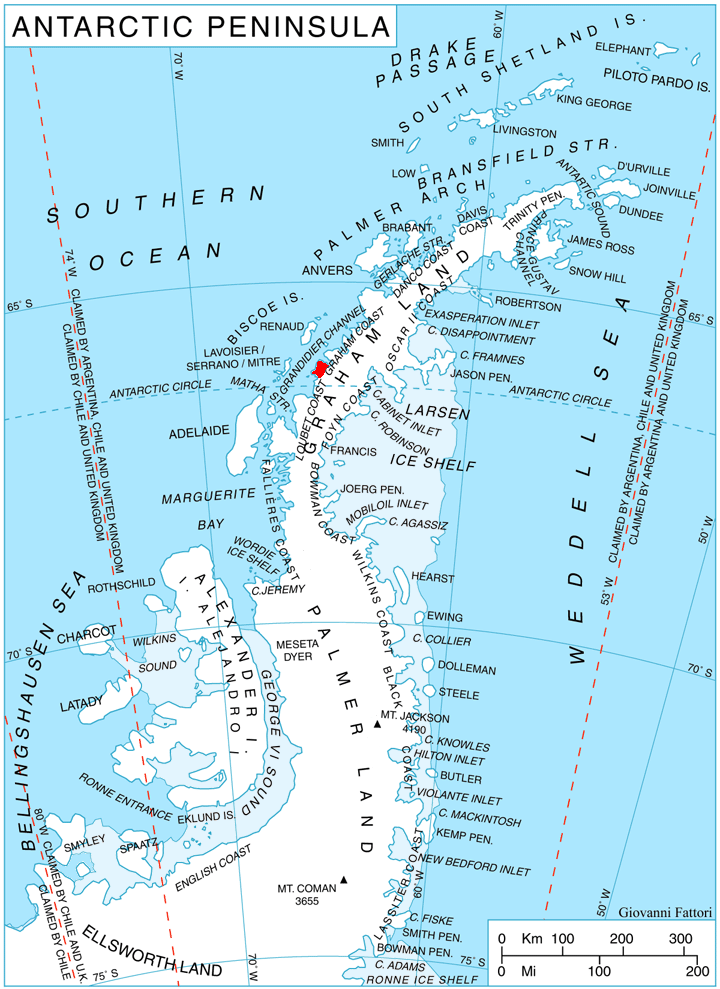

勞森峰（英語：Lawson Peak），是南極洲的山峰，位於葛拉漢地的盧貝海岸，處於埃文森角東南面6公里的斯特雷舍半島，以英國的眼科醫生命名，現時由南極條約體系管理。